# Polyalthia cinnamomea
Polyalthia cinnamomea Hook.f. & Thomson – gatunek rośliny z rodziny flaszowcowatych (Annonaceae Juss.). Występuje naturalnie w Tajlandii oraz Malezji. 

## Morfologia
PokrójZimozielone drzewo dorastające do 5 m wysokości. Młode pędy są owłosione.
LiścieMają podłużnie lancetowaty lub eliptyczny kształt. Mierzą 8,5–32 cm długości oraz 1,5–8 cm szerokości. Nasada liścia jest zaokrąglona. Blaszka liściowa jest o ostrym wierzchołku. Ogonek liściowy jest omszony i dorasta do 2–5 mm długości.
KwiatySą pojedyncze lub zebrane w pary, rozwijają się w kątach pędów. Płatki mają równowąski kształt i czerwoną barwę.
OwocePojedyncze mają gruszkowaty kształt, zebrane w owoc zbiorowy. Są omszone, osadzone na szypułkach. Osiągają 15 mm szerokości.

## Biologia i ekologia
Rośnie w lasach.